# Емилия Симоска
Емилия Симоска (на македонска литературна норма: Емилија Симоска) е политик от Северна Македония.

## Биография
Емилия Симоска завършва политическа социология през 1991 година. В периода 1994-1996 година е министър на образованието. По-късно става ръководител на Департамента за комуникации свързани със следдипломни и докторски изследвания на Скопския университет. Отделно е редовен професор по политическа култура и комуникации в същия университет.